# Telewizja mobilna

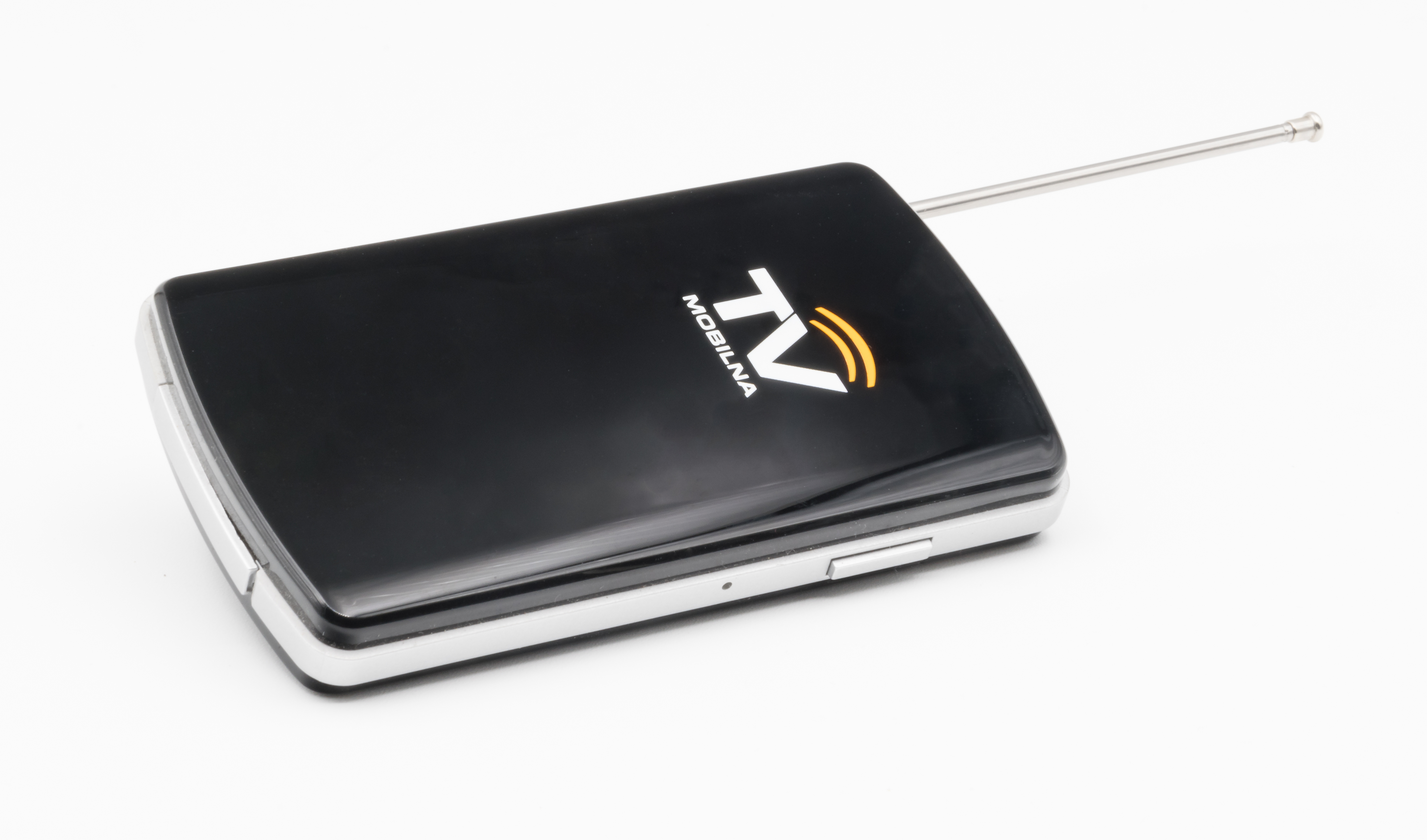
Mobilny dekoder M-T 5000

Telewizja mobilna – system transmisji cyfrowego sygnału telewizyjnego przeznaczony dla urządzeń przenośnych. Usługa została stworzona dla operatorów telefonii komórkowej oferujących oglądanie telewizji cyfrowej za pomocą telefonów komórkowych trzeciej generacji z funkcją UMTS lub palmtopa za pomocą standardu DVB-H.

## Telewizja mobilna na świecie
Na świecie pionierami mobilnej telewizji były Japonia i Korea Południowa; w 2008 około 80% wszystkich odbiorców pochodziło z tych dwóch państw (około 40 mln osób).
We wrześniu 2006 roku telewizja mobilna działa w Niemczech, Wielkiej Brytanii oraz w wielu krajach azjatyckich.

## Naziemna telewizja mobilna w Polsce
W Polsce telewizja odbierana jest w technologii DVB-T, przez użytkowników smartfonów, tabletów, laptopów, a także do użytkowników tradycyjnych telewizorów.

### 2008
W lutym 2008 roku doszło do porozumienia operatorów telefonii komórkowej PTK Centertel Sp. z o.o., Polkomtel S.A., Polska Telefonia Cyfrowa sp. z o.o. i P4 w sprawie budowy sieci DVB-H w Polsce. Operatorzy żądają gwarancji od Urzędu Komunikacji Elektronicznej: domagają się przepisów gwarantujących kilkuletni okres wyłączności na udostępnianie telewizji mobilnej, gdyż operatorzy wirtualni nie ponoszą kosztów budowy i utrzymania infrastruktury. Przeprowadzono testy na terenie Warszawy i Krakowa. W obydwu multipleksach dostępne były następujące kanały: TVP1, TVP2, TVP Info, TVP Sport, TVN, TVN24, TVN Style, Polsat, TV Biznes, TV Puls, Telewizja Trwam, RMF Maxxx TV i Gazeta.pl.

### 2009
9 marca 2009 został rozstrzygnięty przetarg na rezerwację częstotliwości dla DVB-H. W przetargu wystartowali: Mobile TV – konsorcjum powołane w tym celu przez czterech operatorów komórkowych (PTC, PTK Centertel, Polkomtel i P4) oraz zamojska firma Info-TV-FM. Przetarg został wygrany przez Info-TV-FM, która została wybrana przez Urząd Komunikacji Elektronicznej hurtowym operatorem telewizji mobilnej w Polsce. Decyzją prezesa Urzędu Komunikacji Elektronicznej z dnia 26 czerwca 2009 roku dokonano dla Info-TV-FM rezerwacji częstotliwości obejmującej kanały o szerokości 8 MHz z zakresu 470–790 MHz, które zostały przeznaczone do świadczenia audiowizualnych usług medialnych, w tym rozprowadzania programów radiofonicznych bądź telewizyjnych na obszarze całego kraju, w technologii DVB-H. Spółka zarezerwowane częstotliwości mogła wykorzystać w czasie do 31 maja 2015 roku na obszarze 31 miast Polski oraz w czasie od 1 czerwca 2015 roku do 31 grudnia 2023 roku na obszarze całego kraju. Info-TV-FM, dzięki wygraniu konkursu na operatora mobilnej naziemnej telewizji cyfrowej w Polsce, został zobowiązany do nadawania 16 programów radiofonicznych lub telewizyjnych od 16 różnych nadawców.
4 września 2009 oficjalnie została uruchomiona telewizja mobilna przez Info-TV-FM. Polska była siódmym krajem w Europie, w którym ruszyła mobilna telewizja. TV Mobilna została uruchomiona w 11 miastach: Warszawie, Lublinie, Płocku, Zielonej Górze, Koszalinie, Elblągu, Wałbrzychu, Włocławku, Kaliszu i Słupsku w technologii DVB-H. Umożliwiała dostęp do 20 kanałów telewizyjnych (TVP1, TVP2, TVP Info, TVN, TVN24, Mango 24, Polsat, Polsat News, Polsat Sport, MiniMini+, ZigZap/Hyper+, Telewizja Kino Polska, TV Puls, Tele 5, Edusat, ITV/Ezo TV, TVS, Eska TV, 4fun.tv i Rebel:tv) oraz 8 kanałów radiowych (RMF FM, RMF Maxxx, Radio Zet, Tok FM, Radio Roxy, Radio Złote Przeboje, Radio Oko i Radio RAM).
Telewizja mobilna miała opierać się na trzech pakietach podstawowych:
- kanałów FTA
- kanałów FTA + niskopłatnych
- kanałów FTA + wysokopłatnych.

### 2010–2011
Latem 2010 roku Info-TV-FM wygrał konkurs na operatora mobilnej naziemnej telewizji cyfrowej w Polsce z konsorcjum Mobile TV, które zostało zawiązane przez czterech operatorów komórkowych działających na terytorium Polski (Polkomtel, Polską Telefonię Cyfrową, PTK Centertel i P4). Po przegranym konkursie zdaniem Urzędu Ochrony Konkurencji i Konsumentów operatorzy ci dokonali uzgodnień dotyczących kształtowania relacji z Info-TV-FM, co skutkowało ograniczeniem konkurencji. Operatorzy nie zgadzają się ze stanowiskiem UOKiK. Rzekome uzgodnienia operatorów dotyczyły sposobu postępowania wobec Info-TV-FM – hurtowego operatora telewizji mobilnej. Choć Info-TV-FM, zgodnie z wymogami licencji, przedstawiło ofertę hurtową, to żaden z operatorów, z uwagi na warunki handlowe zaproponowanej oferty, nie był zainteresowany zawarciem umowy o świadczenie na ich rzecz usług przez Info-TV-FM, a sama spółka nie rozpoczęła sprzedaży usługi końcowemu klientowi. Kartel spowodował opóźnienie rozwoju nowych usług na polskim rynku i doprowadził do zaburzenia mechanizmu skutecznej konkurencji. Zmowa ograniczyła wzajemną niepewność operatorów, co do oceny oferty Info-TV-FM przez każdego z nich i możliwości podjęcia indywidualnej współpracy. Proceder ten, trwający ponad dwa i pół roku, wstrzymał rozwój rynku hurtowego telewizji mobilnej w Polsce, a konsumenci zostali pozbawieni możliwości korzystania z usług telewizji mobilnej. W wyniku przeprowadzonego postępowania wobec kartelu w listopadzie 2011 roku Urząd Ochrony Konkurencji i Konsumentów nałożył na czterech polskich operatorów karę w wysokości 113 milionów złotych.
W październiku 2011 roku pojawiły się pierwsze informacje o planach kupna Info-TV-FM przez grupę Cyfrowy Polsat SA. W komunikatach informowano o zawarciu warunkowej umowy sprzedaży udziałów spółki Info-TV-FM pomiędzy NFI Magna Polonia oraz Cyfrowym Polsatem i Evotec Management Limited. Przedmiotem umowy była sprzedaż wszystkich udziałów w kapitale zakładowym Info-TV-FM za łączną cenę wynoszącą ponad 28 milionów złotych, z której to kwoty NFI Manga Polonia otrzyma ponad 17 milionów złotych w zamian za 2427 udziałów w Info-TV-FM stanowiących ponad 61% w kapitale zakładowym. Aby umowa weszła w życie musiał zostać spełniony podstawowy warunek, którym było podzielenie spółki Info-TV-FM poprzez przeniesie części majątku na spółkę nowo zawiązaną pod nazwą Info-TV-OPERATOR. Majątek, który miał został przeniesiony obejmował zasadniczo przedsiębiorstwo spółki, natomiast w spółce pozostać miały nieliczne, wybrane składniki majątkowe, związane z decyzją prezesa Urzędu Komunikacji Elektronicznej z dnia 26 czerwca 2009 roku, która była opisywana powyżej. Decyzja w późniejszym czasie została zmieniona kolejną decyzją prezesa Urzędu Komunikacji Elektronicznej, a polegała ona na wykreśleniu technologii DVB-H. Cyfrowy Polsat w tym czasie podpisał także umowę serwisową z Info-TV-FM, której przedmiotem jest świadczenie przez tę spółkę na rzecz Cyfrowego Polsatu usługi emisji sygnału multipleksu w celu hurtowego oferowania audiowizualnych usług multimedialnych, w tym rozprowadzania programów radiofonicznych i telewizyjnych. 30 stycznia 2012 roku NFI Magna Polonia sfinalizował transakcję, w ramach której sprzedał Cyfrowemu Polsatowi spółkę Info-TV-FM.

### 2012
4 czerwca 2012 TV Info FM zaoferowała telewizję mobilną w technologii DVB-T (zgodną ze standardem przyjętym dla naziemnej telewizji cyfrowej), dzięki czemu użytkownicy usługi otrzymali dostęp do polskiej naziemnej telewizji cyfrowej. W chwili uruchomienia usługa objęła zasięgiem 31 polskich miast, a do 31 grudnia 2023 roku ma być dostępna na obszarze całego kraju.
Oferta obejmuje 2 pakiety podstawowe:
- kanały FTA (dostępne w ramach naziemnej telewizji cyfrowej)
- kanały FTA + kanały szyfrowane (pakiet Extra).

Operator telewizji mobilnej oferuje usługę zarówno klientom indywidualnym, jak i hurtowym (oferta programowa jest taka sama, operator może jednak inaczej skonstruować ofertę cenową). Od 4 czerwca 2012 usługa dostępna jest w ofercie Cyfrowego Polsatu i w sieci telefonii komórkowej Plus.